# 11PM
《11PM》是日本電視台和讀賣電視台交互製作的日本電視系深夜節目，播出期間是1965年11月8日至1990年3月30日，播出時間長達約24年半，是日本電視史上第一個深夜wide Show，開日本深夜節目之先河。
《11PM》原本計劃全部由日本電視台製作，但由於日本電視台工會強烈反對，改為每週一、三、五的節目由日本電視台製作，每週二、四的節目由讀賣電視台製作。日本電視台製作的部分由大橋巨泉、愛川欽也主持，讀賣電視台製作的部分由藤本義一主持。節目討論自色情至社會議題等各種議題。節目播出時間最早是晚間11點，但之後越來越晚，至末期已改為23:55。
BS日本深夜節目《BS11PM》是《11PM》的重製版，播出期間是2000年12月4日至2004年，越智真人主持。